# Burchard Ier de Zollern
Pour les articles homonymes, voir Burchard.
On fait parfois l'hypothèse qu'un Burchard Ier de Zollern (en allemand : Burkhard I. von Zollern) ait existé. Il serait dans ce cas le noble souabe, tué en 1061, cité à cette époque par le moine Berthold de Reichenau dans ses Annales. Ainsi, selon plusieurs historiens généalogistes, le personnage de Burchard est le plus ancien ancêtre des Hohenzollern. Certains d'entre eux le considèrent également comme un comte de Zollern.
Son nom latin est Burchardus, Burckardus ou Bucardus. L’anthroponyme français Bouchard est donné comme l’équivalent de l’allemand Burchard ou Burkhard (cf. Burchadinger).

## Biographie
Burchard de Zollern n’est cité que par une unique source, la Chronique en latin du moine Berthold de Reichenau qui mentionne sous l’année 1061 (on indique les variantes) : 
- « Burchardus et Wezil de Zolorin occiduntur »[2]
- « Burckardus et Wezil de Zolorin occiduntur »[3]
- « Burcardus et Wezil de Zolorin occiduntur »[4]

— « Burcardus et Wezil de Zolorin ont péri »  selon la traduction de Michel Eude. Le verbe employé (à la voix passive : occiduntur, « sont tués ») dans ce texte indique que Burchard de Zollern a succombé (avec Wezil) à une mort imputée à une ou plusieurs personnes, ce décès serait survenu au cours d’une guerre ou d’un assassinat.
Concernant l’autre personne citée par la chronique, Wezil ou Venceslas de Zollern, également tué en 1061, il n’existe aucune trace tangible d'une quelconque parenté.

## Un comte de Zollern?
Plusieurs historiens, sur la base exclusive d'une interprétation du texte de Berthold, considèrent - parfois prudemment - ce Burchardus comme un comte de Zollern, bien que la source primaire ne le précise pas. Pourtant, Charles Giraud se contente de dire que « C’étaient, si l’on veut, des châtelains du Haut-Zollern, mais on ne saurait en présumer davantage ».
Il est certain qu'un comte a tenu Zollern une génération avant Burchard : une charte, datée de 1030 et par laquelle Eberhard, évêque d'Augsbourg, fait don d'un lieu nommé pontem Lici à une communauté religieuse, mentionne parmi les témoins Rudolf comes de Zolrn. En 1111, Frédéric Ier est attesté comme comte de Zollern. Considérer qu'il a existé une continuité dans la succession des comtes de Zollern est une hypothèse probable, et inclure Burchardus de Zolorin et Adelbertus de Zolro parmi ces comtes en est une hypothèse proposée par Henry Bogdan, si tant est qu'ils aient été réellement comtes.

## Ancêtre des Hohenzollern?

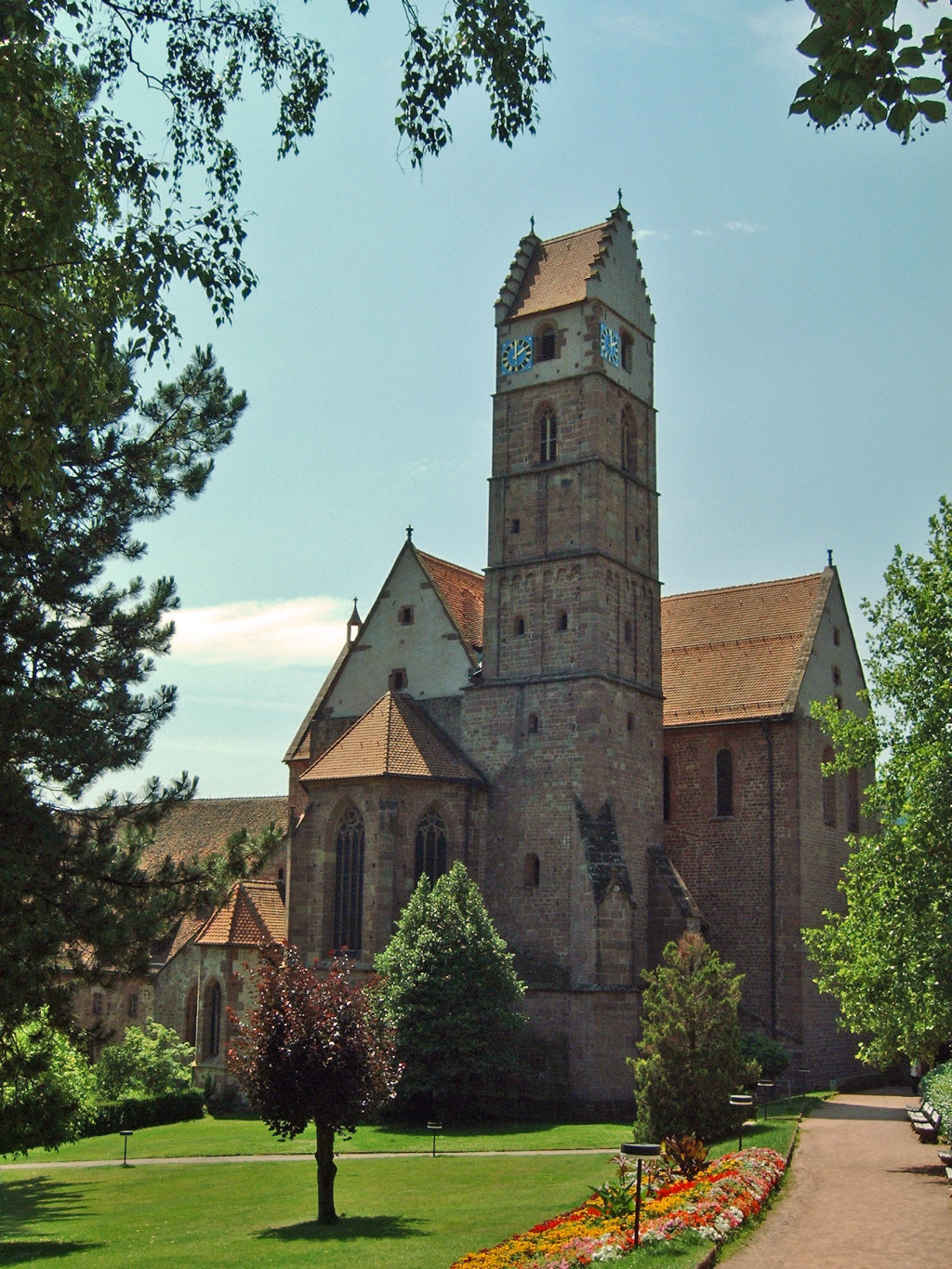
Église du monastère à Alpirsbach.

L'état de la documentation contemporaine ne permet pas de lui attribuer de manière formelle une famille, même à propos de Wezil de Zolorin qui est assassiné avec lui.
Des hypothèses sont proposés à propos de sa descendance.
Un fils lui est attribué :
- Burchard II de Zollern[9], bien qu'aucun document contemporain ne mentionne l'existence de ce second Burchard[6],

Wezil de Zolorin serait lui, père d'Aldebert de Zollern, cité entre 1095 et 1098 comme l'un des cofondateurs du monastère d'Alpirsbach, situé sur les rives de la Kinzig en Forêt-Noire. Cependant aucun texte contemporain ne mentionne sa filiation.
Un autre descendant possible est régulièrement cité, : il s'agit de Frédéric Ier, comte de Zollern, avoué de ce même monastère d'Alpirsbach et connu pour son implication dans la vie politique et diplomatique, au service de l'empereur Henri V. Chronologiquement, Frédéric Ier pourrait être petit-fils de Burchard Ier. En tout cas le destin le destin des descendants de Frédéric se joue d'abord en Souabe :
Frédéric Ier de Zollern est la souche de la maison de Hohenzollern. Un fils cadet de Frédéric, nommé Burchard, fonde la Maison de Hohenberg.
Au début du XIIIe siècle, la lignée de Hohenzollern se scinde en deux branches :
- la branche aînée, dite de Hohenzollern-Sigmaringen, qui a fourni des rois à la Roumanie. Elle est actuellement représentée par la fille de l'ancien roi Michel Ier de Roumanie, Margareta de Roumanie.
- la branche cadette, qui a fourni des burgraves de Nuremberg, des électeurs de Brandebourg, des duc de Prusse, des margraves d'Ansbach et de Bayreuth, des rois de Prusse et des empereurs d'Allemagne. Le représentant actuel est le prince Georges Frédéric de Prusse.